# Cercle des Aquarellistes et des Aquafortistes belges
Der Cercle des Aquarellistes et des Aquafortistes belges war eine Vereinigung belgischer Kunstschaffender, die ihre Werke mit Aquarellfarben bzw. der Aquatinta-Technik erstellten.

## Geschichte
Die Gründung des Cercle des Aquarellistes et des Aquafortistes lässt sich zeitlich nur vage eingrenzen.
Um 1875 bemühten sich mehrere Künstler in Belgien, allen voran Félicien Rops, darum die Erstellung von Graphiken im Aquatinta-Verfahren wieder ins Zentrum der Aufmerksamkeit zu rücken. Kurz nach 1880 bestärkte Auguste Numans diesen Trend durch die freien Kurse, die er im Cercle gab.
In der Ausgabe No. 10 der Zeitschrift L’Art moderne vom 11. März 1883 sorgte die Ankündigung einer Ausstellung des Cercle, welche im Mai desselben Jahres stattfinden sollte, entsprechend für eine gewisse Aufmerksamkeit.
Ungeachtet einer schlechten Kritik der Ausstellung in der Ausgabe No. 20 von L‘ Art moderne vom 20. Mai 1883 kam es am 3. August 1883 im Café à la Porte verte in der Rue du Treurenberg in Brüssel zur formalen Konstituierung der Künstlervereinigung im Zuge einer Mitgliederversammlung.
Besonders die Mittelmäßigkeit bei der Qualität der Kunstwerke und der Traditionalismus einiger Mitglieder, welche in dem Artikel der Zeitschrift hervorgehoben wurde, sorgte dafür, dass Charles Goethals und Paul Combaz und später auch Guillaume Vogels, Périclès Pantazis, Henri Cassiers, Achille Chainaye, Célestin Guillaume Gilleman, Maurice Hagemans, Paul Hermanus, Willy Schlobach, Léopold Speekaert und Flori van Acker den Cercle verließen.
Diese eher progressiven Künstler gründeten noch im selben Jahr eine eigene Künstlervereinigung, welche sie zunächst Les Aquarellistes belges nannten. Da diese Bezeichnung aber der des Cercle zu sehr ähnelte, wurde sein Name am 2. Januar 1884 in Les Hydrophiles geändert.
Der Cercle des Aquarellistes et des Aquafortistes bestand nach dieser Sezession nur noch kurze Zeit und löste sich zu Beginn des Jahres 1884 schließlich auf.

## Mitglieder
- Flori van Acker
- Edgar Baes
- Lionel Baes
- Jules Barbier
- Euphrosine Beernaert
- Jean Capeinick
- Henri Cassiers
- Achille Chainaye
- Paul Combaz (Sekretär)
- Auguste Danse
- Marie De Bièvre
- Émile De Munck
- Charles De Nayer
- Willy Finch
- Célestin Guillaume Gilleman
- Charles Goethals (Präsident)
- Maurice Hagemans
- Alexandre Hannotiau
- Paul Hermanus
- Amédée Lynen
- Alexandre Marcette
- Jean Mayné
- Joseph Middeleer
- Auguste Numans
- Périclès Pantazis
- Jules Raeymaekers
- Willy Schlobach
- Léopold Speekaert
- Louis Titz
- Édouard Tourteau
- Camille Van Camp
- Eugène Van Gelder
- Antoine Van Hammée
- Eugène Verdyen
- Guillaume Vogels
- Hubert Vos
- Ernest Wetterens